# Стою Сандалски
Стою Георгиев Сандалски (с псевдоним Зелеников) е български офицер, служител на МВР, генерал-майор от МВР.

## Биография
Роден е на 3 февруари 1922 г. в пловдивското село Дрангово. От 1937 г. е член на РМС, а от 1943 г. и на БКП. Има завършен 8 клас. От 1937 до 1939 г. работи в родното си село, а от 1939 до 1941 г. работи във фабриката „Наличков-Червенков“ в Пловдив. След това до 1942 г. работи пак в родното си село. По същото време подпомага партизаните с храна и оръжие. През септември 1943 г. влиза в казармата. От 1943 г. е партизанин в първа средногорска бригада „Христо Ботев“. На 25 септември 1944 г. е назначен за помощник-командир на 4-то артилерийско отделение от трети артилерийски полк. На 22 януари 1945 г. е назначен за адютант на помощник-командира на шестнадесета пехотна дивизия. Завършва Школата за запасни офицери „Бачо Киро“. Влиза в системата на МВР. От 1946 г. е началник на милиционерски участък, а след това командир на мото-рота към Окръжно управление на МВР-Пловдив. От 1948 г. е ротен командир във Вътрешни войски. В периода 1949 – 1952 г. учи във Военната академия „Фрунзе“. През 1953 г. е назначен за заместник-началник на отдел „Бойна подготовка“ на Управление „Вътрешни войски“. До 1955 е началник-щаб на Управление „Вътрешни войски“, а след това заместник началник-щаб на Управление при войските на МВР. От 1968 до 1971 г. е началник на Управление ДАИ-КАТ. Достига до звание генерал-майор през 1969 г. Награждаван е с орден „За храброст“, IV ст., 2 кл. и югославски орден „Партизанска звезда“, III ст.